# Pteropus ocularis
La volpe volante dagli occhiali di Seram (Pteropus ocularis Peters, 1867) è un pipistrello appartenente alla famiglia degli Pteropodidi, endemico delle Isole Molucche.

## Descrizione

### Dimensioni
Pipistrello di medie dimensioni, con la lunghezza dell'avambraccio tra 118 e 144 mm, la lunghezza delle orecchie tra 18,41 e 26,29 mm, la lunghezza del piede tra 37 e 44,38 mm e un peso fino a 400 g.

### Aspetto
Il colore del dorso e della testa è bruno-nerastro, le spalle sono giallo-brunastre mentre le parti ventrali sono nerastre. Il muso è lungo ed affusolato, degli anelli bruno-rossastri circondano gli occhi ed una banda marrone scura si estende lateralmente su ogni lato dalla fronte fino alla gola. Le orecchie sono relativamente lunghe e con l'estremità arrotondata. La tibia è priva di peli. Le membrane alari sono attaccate sul dorso. È privo di coda mentre l'uropatagio è ridotto ad una sottile membrana lungo la parte interna degli arti inferiori.

## Biologia

### Comportamento
Si rifugia probabilmente solitariamente o in piccoli gruppi nelle mangrovie.

### Alimentazione
Si nutre di frutta.

## Distribuzione e habitat
L'areale di questa specie è ristretto alle Isole Molucche di Buru e Seram. Ha presumibilmente vissuto in epoca storica anche sull'isola di Ambon.
Vive probabilmente soltanto in Foreste mature.

## Tassonomia
In accordo alla suddivisione del genere Pteropus effettuata da Andersen, P. ocularis è stato inserito nello  P. conspicillatus species Group, insieme a P. conspicillatus stesso. Tale appartenenza si basa sulle caratteristiche di non avere un ripiano basale nei premolari e sulla presenza di aree circumoculari più brillanti.
Altre specie simpatriche dello stesso genere: P. chrysoproctus, P. melanopogon e P. temmincki.

## Conservazione
La IUCN Red List, considerata la ristrettezza del suo areale, la deforestazione e la caccia, classifica P. ocularis come specie vulnerabile (VU).